# Лейла і Меджнун

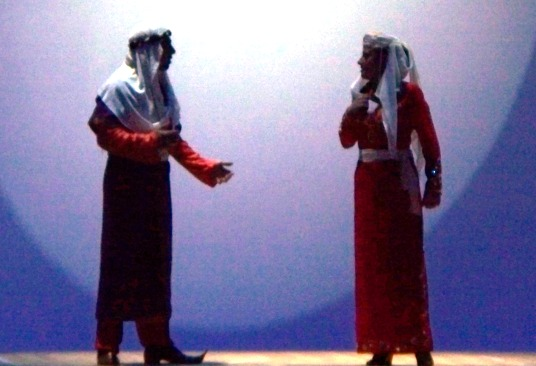
Сцена з опери Узеїра Гаджибекова «Лейлі та Меджнун». Баку, 25 березня 2009 року. Палац імені Гейдара Алієва

Лейлі та Меджнун (араб. مجنون و ليلى, перс. لیلی و مجنون, азерб. Leyli və Məcnun, узб. Layli va Majnun) — трагічна історія кохання, популярна на Близькому та Середньому Сході, особливо в Азербайджані, Ірані та Таджикистані. Історія заснована на реальних подіях і описує життя арабського хлопця на ім'я Кайс ібн аль-Мулаувах, який жив у VII столітті на території сучасної Саудівської Аравії.
Трагічна історія Лейлі та Меджнуна мала значний вплив на культури Середнього Сходу та Закавказзя. В XII столітті класик перської поезії Нізамі Ґенджеві на основі цієї історії написав власну поему, що стала однією з частин його П'ятериці. Тема Лейлі та Меджнуна знайшла своє відображення в однойменній опері знаменитого азербайджанського композитора Узеїра Гаджибекова. Перу класика азербайджанської поезії — Фізулі, також належить поема «Лейлі та Меджнун», написана ним у 1536 році. Мотиви з Лейли і Маджнуна зустрічаються також у суфійських та бахаїстських авторів.

## Сюжет

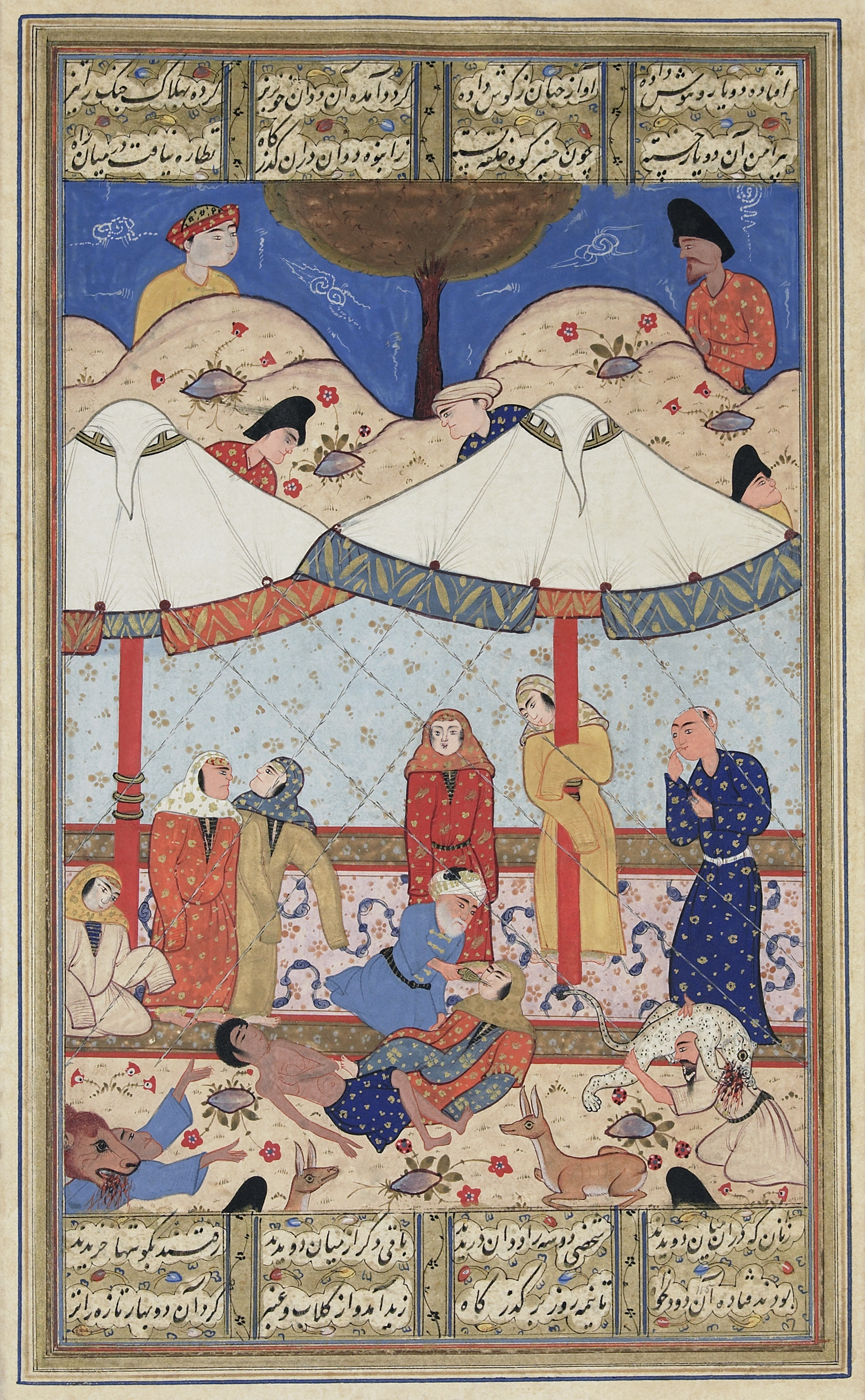
Мініатюра із зображенням Лейлі та Меджнуна з поеми Нізамі Ґенджеві. Бібліотека Конгресу, Вашингтон

Каїса ібн аль-Мулаввах ібн Музахім, молодий поет — бедуїн з племені Бану-Амір закохався в дівчину з цього ж племені на ім'я Лейла аль-Амірійя. Він складав вірші та пісні, де оспівував своє кохання до Лейли. Коли Каїса просив батька Лейли видати його дочку за нього, той відмовив, оскільки це йшло врозріз з порядками племінного ладу. Незабаром після цього Лейла одружилася з іншою людиною.
Коли Каїса дізнався про одруження Лейлі, він покинув своє плем'я і почав поневірятися по пустелі. Рідні Каїса вмовляли його повернутися, але нічого не добившись, вирішили залишати для нього їжу посеред пустелі. Іноді його бачили, читаючого самому собі вірші про Лейлі чи писавшого на піску тростиною.
Лейлі перебралася з чоловіком в Ірак, де незабаром захворіла і померла. Через кілька років (в 688 році) був знайдений мертвим і Каїса, лежачий біля могили невідомої жінки. На могильному камені він написав три своїх останніх строфи. У книзі також описуються події, що відбувалися з Каїсою під час його поневірянь. Більша частина віршів була написана ним до того, як він впав у божевілля. Люди знали, що Каїса збожеволів від кохання, тому прозвали його «Маджнун Лейлі» (араб. مجنون ليلي — «Зведений з розуму Лейлі») або просто Маджнун.

## Історія і вплив
З арабського фольклору історія перейшла в перську літературу. Першим з перських письменників, хто написав про історію кохання Лейлі та Маджнуна, був Рудакі. Велика популярність до поеми прийшла тільки з Нізамі Ґенджеві в XII столітті. Нізамі зібрав свій яскравий образ Маджнуна як з реально підтверджених так і езотеричних джерел. Нізамі тим самим зробив величезний вплив на перську літературу, і багато перських поетів слідом за ним почали писати свої варіації на тему Лейлі та Маджнуна. У Нізамі історія Лейлі та Маджнуна придбала деякі риси перської традиції епосу: зображення героїв, відносини між героями, опис місцевості та часу.
В історії Нізамі Лейлі та Маджнун познайомилися в школі і перейнялися глибокими почуттями один до одного. Однак вони не могли бачитися один з одним через сварку між своїми сім'ями, і Лейла була видана батьками за іншу людину. Таким чином, історія Лейлі та Маджнуна стала трагедією вічного кохання, задушеного внутрішньоплемінною війною, багато в чому схожою з трагедією Вільяма Шекспіра «Ромео і Джульєтта», яка з'явилася через чотири століття.
В арабській традиції кохання Лейлі та Маджнуна називається дівочим — тобто кохані ніколи не вступали в шлюб і не ділили ліжко. Цей мотив став основою сюжету для ще багатьох схожих історій: Гаїс і Лубна, Кутаїр і Аззана, Марва і Маджнун аль-Фарансі, Антара і Абла, та інших.